# 丁宮
丁宫（?—?），字元雄，沛国（今江苏省沛县）人，东汉时期人物。
丁宫初任光祿勳，中平四年（187年）五月，接替许相任司空（三公之一）。中平五年（187年）九月，接替许相任司徒，刘弘继任司空。中平六年（189年），汉灵帝崩，汉少帝刘辩即位。七月，丁宫被免除司徒之位。
後董卓廢黜少帝，立陳留王劉協為帝，當時眾大臣無人敢出言反對，丁宮首先支持董卓，並表態擁護廢除少帝。

## 演義形象
三國演義作為「丁管」，為東漢尚書，董卓下詔廢黜少帝立陳留王，丁管憤怒高叫說：「賊臣董卓，敢為欺天之謀，吾當以頸血濺之！」揮動手中的象簡往董卓身上直擊。董卓大怒，下令武士拿下丁管並推出斬殺，丁管到死前仍舊罵不停口，神色不變。